# Liga ARC 2019
La temporada 2019 de la Liga ARC es la decimotercera edición desde que se iniciara la competición de traineras organizada por la Asociación de Remo del Cantábrico en 2006. Se compone de dos grupos de 12 y 11 equipos respectivamente. La temporada regular comenzó el 15 de junio en Pasajes de San Juan (Guipúzcoa) y terminó el 24 de agosto en Colindres (Cantabria). Posteriormente, se disputaron los play-off para el ascenso a la Liga ACT y entre los dos grupos de la Liga ARC.

## Sistema de competición
La Liga ARC está dividida en 2 grupos cada uno de los cuales disputa un calendario de regatas propio. Al finalizar la liga regular y para decidir los ascensos y descensos entre la Liga ACT y los 2 grupos de la Liga ARC se disputan sendos play-off:
- Play-off de ascenso a Liga ACT: se disputa 1 plaza en la Liga ACT entre el penúltimo clasificado de dicha competición, ya que el último desciende directamente, los 2 primeros del Grupo 1 y los 2 primeros de la Liga LGT.
- Play-off entre grupos ARC: el campeón del Grupo 2 asciende directamente al Grupo 1, el último clasificado del Grupo 1 desciende directamente y la última plaza del Grupo 1 se disputa entre el penúltimo clasificado del Grupo 1 y el segundo y tercero del Grupo 2.

## Calendario
Las siguientes regatas están programadas para tener lugar en 2019.

### Grupo 1
| Orden | Regata                                                                           | Fecha        | Localidad       | Provincia |
| ----- | -------------------------------------------------------------------------------- | ------------ | --------------- | --------- |
| 1     | III Bandera Femegu                                                               | 15 de junio  | Pasajes         | Guipúzcoa |
| 2     | III Bandera Adegi                                                                | 16 de junio  | Pasajes         | Guipúzcoa |
| 3     | XXVII Bandera de San Juan de Luz                                                 | 22 de junio  | San Juan de Luz | Francia   |
| 4     | Bandera Ciudad de Bayona                                                         | 29 de junio  | Bayona          | Francia   |
| 5     | XXXI Bandera de Plencia-Xabier Aranaren Omenez                                   | 6 de julio   | Plencia         | Vizcaya   |
| 6     | X Bandera Kaiarriba-Aguas Alzola                                                 | 13 de julio  | San Sebastián   | Guipúzcoa |
| 7     | XIV Bandera Marina de Cudeyo-Grupo Dynasol                                       | 20 de julio  | Pedreña         | Cantabria |
| 8     | VII Bandera Ciudad de Rentería                                                   | 21 de julio  | Pasajes         | Guipúzcoa |
| 9     | I Bandera 150 aniversario de Uribarren Abaroa-Gran Premio Mahala                 | 25 de julio  | Lequeitio       | Vizcaya   |
| 10    | XLIX Bandera de Santoña-IV Memorial Fernando Palacio                             | 27 de julio  | Santoña         | Cantabria |
| 11    | XXVII Bandera Ayuntamiento de Camargo                                            | 3 de agosto  | Maliaño         | Cantabria |
| 12    | X Bandera de Guetaria                                                            | 4 de agosto  | Guetaria        | Guipúzcoa |
| 13    | XXXIV Bandera de Zumaya                                                          | 11 de agosto | Zumaya          | Guipúzcoa |
| 14    | arc Challenge-XLVII Bandera Ciudad de Castro Homenaje a Agustín Anglada Blanquet | 15 de agosto | Castro-Urdiales | Cantabria |
| 15    | X Bandera de Zarautz                                                             | 17 de agosto | Zarauz          | Guipúzcoa |
| 16    | Bandera Gran Premio Dynasol                                                      | 18 de agosto | Pedreña         | Cantabria |
| 17    | XLII Villa de Bilbao                                                             | 24 de agosto | Bilbao          | Vizcaya   |

### Grupo 2
| Orden | Regata                                                                           | Fecha        | Localidad       | Provincia |
| ----- | -------------------------------------------------------------------------------- | ------------ | --------------- | --------- |
| 1     | XXXII Bandera de Erandio                                                         | 16 de junio  | Luchana         | Vizcaya   |
| 2     | XXXII Bandera de Elantxobe                                                       | 23 de junio  | Elanchove       | Vizcaya   |
| 3     | I Bandera Castro Glass                                                           | 29 de junio  | Castro-Urdiales | Cantabria |
| 4     | III Bandera de Motrico-Yurrita Group                                             | 6 de julio   | Motrico         | Guipúzcoa |
| 5     | XXXVIII Bandera Noble Villa de Portugalete (1ª jornada)                          | 13 de julio  | Portugalete     | Vizcaya   |
| 6     | XXXVIII Bandera Noble Villa de Portugalete (2ª jornada)                          | 14 de julio  | Portugalete     | Vizcaya   |
| 7     | II Bandera Orio Kanpina                                                          | 21 de julio  | Orio            | Guipúzcoa |
| 8     | XVI Bandera del Puerto Viejo de Algorta                                          | 28 de julio  | Algorta         | Vizcaya   |
| 9     | XXXV Bandera de Pasajes                                                          | 3 de agosto  | Pasajes         | Guipúzcoa |
| 10    | XIII Bandera de la Cofradía de Pescadores de Fuenterrabía                        | 10 de agosto | Fuenterrabía    | Guipúzcoa |
| 11    | arc Challenge-XLVII Bandera Ciudad de Castro Homenaje a Agustín Anglada Blanquet | 15 de agosto | Castro-Urdiales | Cantabria |
| 12    | VI Bandera de Bermeo AE                                                          | 17 de agosto | Bermeo          | Vizcaya   |
| 13    | XXVI Bandera Ría del Asón                                                        | 24 de agosto | Colindres       | Cantabria |

### Play-off de ascenso a Liga ACT
| Orden | Regata      | Fecha            | Provincia |
| ----- | ----------- | ---------------- | --------- |
| 1     | Bermeo      | 14 de septiembre | Vizcaya   |
| 2     | Portugalete | 15 de septiembre | Vizcaya   |

### Play-off entre grupos
| Orden | Regata          | Fecha        | Localidad       | Provincia |
| ----- | --------------- | ------------ | --------------- | --------- |
| 1     | Prueba "En mar" | 25 de agosto | Castro-Urdiales | Cantabria |
| 2     | Prueba "En ría" | 31 de agosto | Orio            | Guipúzcoa |

## Traineras participantes

### Grupo 1
| Equipo                | Nombre de la Trainera | Localidad           | Provincia |
| --------------------- | --------------------- | ------------------- | --------- |
| Arkote-Helvetia       | Plentzitarra          | Plencia             | Vizcaya   |
| Camargo               | Virgen del Carmen     | Camargo             | Cantabria |
| Deusto-Bilbao         | Tomatera              | Bilbao              | Vizcaya   |
| Donostiarra B         | Torrekua              | San Sebastián       | Guipúzcoa |
| Getaria               | Esperantza            | Guetaria            | Guipúzcoa |
| Hibaika               | Madalen               | Rentería            | Guipúzcoa |
| Lapurdi               | Xubero                | San Juan de Luz     | Francia   |
| Pedreña-Grupo Dynasol | Seve Ballesteros      | Pedreña             | Cantabria |
| San Juan              | San Juan              | Pasajes de San Juan | Guipúzcoa |
| Santoña               | Virgen del Puerto     | Santoña             | Cantabria |
| Zarautz-Babyauto      | Enbata                | Zarauz              | Guipúzcoa |
| Zumaia-Delteco        | Telmo Deun            | Zumaya              | Guipúzcoa |

### Grupo 2
| Equipo                       | Nombre de la Trainera | Localidad           | Provincia |
| ---------------------------- | --------------------- | ------------------- | --------- |
| Bermeo B-Avia                | Bou Bizkaia           | Bermeo              | Vizcaya   |
| Castro-Canteras de Santullan | La Marinera           | Castro-Urdiales     | Cantabria |
| Castro-Glass                 | Flaviobriga           | Castro-Urdiales     | Cantabria |
| Busturialdea                 | Artarri               | Elanchove           | Vizcaya   |
| Getxo                        | Goizeko Izarra        | Guecho              | Vizcaya   |
| Go Fit-Hondarribia           | Ama Guadalupekoa      | Fuenterrabía        | Guipúzcoa |
| Motrico                      | Motrico               | Motrico             | Guipúzcoa |
| Orio-Babyauto                | Txiki                 | Orio                | Guipúzcoa |
| Portu-Deusto                 | Tomatera              | Bilbao              | Vizcaya   |
| Portugalete                  | Jarrillera            | Portugalete         | Vizcaya   |
| San Juan B                   | San Juan              | Pasajes de San Juan | Guipúzcoa |

### Equipos por provincia
| Provincia | Grupo | N. | Equipos                                                                     |
| --------- | ----- | -- | --------------------------------------------------------------------------- |
| Guipúzcoa | 1     | 6  | Donostiarra B, Getaria, Hibaika, San Juan, Zarautz-Babyauto, Zumaia-Delteco |
| Guipúzcoa | 2     | 4  | Go Fit-Fuenteberría, Motrico, Orio-Babyauto, San Juan B                     |
| Guipúzcoa | TOTAL | 10 |                                                                             |
| Vizcaya   | 1     | 2  | Arkote-Helvetia, Deusto-Bilbao                                              |
| Vizcaya   | 2     | 5  | Bermeo B-Avia, Busturialdea, Getxo, Portu-Deusto, Portugalete               |
| Vizcaya   | TOTAL | 7  |                                                                             |
| Cantabria | 1     | 3  | Camargo, Pedreña, Santoña                                                   |
| Cantabria | 2     | 2  | Castro-Canteras Santullan, Castro-Glass                                     |
| Cantabria | TOTAL | 5  |                                                                             |
| Francia   | 1     | 1  | Lapurdi                                                                     |
| Francia   | 2     | -  | -                                                                           |
| Francia   | TOTAL | 1  |                                                                             |

### Ascensos y descensos
| Pos.  | Descendidos de Liga ACT |
| ----- | ----------------------- |
| Prom. | San Juan (11º)          |

| Pos.  | Ascendidos de Grupo 2 |
| ----- | --------------------- |
| 1.º   | Donostiarra B         |
| Prom. | Camargo (2º)          |
| Prom. | Santoña (3º)          |

| Pos. | Descendidos de Grupo 1 |
| ---- | ---------------------- |
| 10.º | San Juan B             |
| 12.º | Portugalete            |

| Pos. | Clubes de Grupo 2 no inscritos |
| ---- | ------------------------------ |
| 7.º  | San Pedro                      |
| 11.º | Lutxana                        |
| 13.º | Laredo                         |
| 14.º | Colindres                      |

| Pos. | Nueva inscripción |
| ---- | ----------------- |
| -    | Castro-Glass      |
| -    | Portu-Deusto      |

     Ascenso directo.

     Ascenso después de play-off.

     Descenso directo ordinario.

     Descenso después de play-off.

     Descenso administrativo o desaparición.

     Nueva inscripción.

## Clasificación
A continuación se recoge la clasificación en cada una de las regatas disputadas en cada grupo.

### Grupo 1
Los puntos se reparten entre los doce participantes en cada regata.
| Posición | 1.º | 2.º | 3.º | 4.º | 5.º | 6.º | 7.º | 8.º | 9.º | 10.º | 11.º | 12.º |
| Puntos   | 12  | 11  | 10  | 9   | 8   | 7   | 6   | 5   | 4   | 3    | 2    | 1    |

| Pos. | Club                  | Trainera          | 1 FEM | 2 ADE | 3 LUZ | 4 BAY | 5 PLE | 6 KAI | 7 CUD | 8 REN | 9 URI | 10 SÑA | 11 CAM | 12 GUE | 13 ZUM | 14 CAS | 15 ZAR | 16 DYN | 17 BIL | Puntos |
| ---- | --------------------- | ----------------- | ----- | ----- | ----- | ----- | ----- | ----- | ----- | ----- | ----- | ------ | ------ | ------ | ------ | ------ | ------ | ------ | ------ | ------ |
| 1    | Zarautz-Babyauto      | Enbata            | 1     | 1     | 1     | 3     | 1     | 1     | 2     | 4     | 1     | 2      | 3      | 2      | 1      | 4      | 1      | 3      | 6      | 184    |
| 2    | Deusto-Bilbao         | Tomatera          | 2     | 4     | 2     | 1     | 2     | 3     | 3     | 1     | 4     | 3      | 1      | 5      | 5      | 3      | 3      | 4      | 4      | 171    |
| 3    | Getaria               | Esperantza        | 8     | 7     | 7     | 5     | 4     | 2     | 1     | 3     | 2     | 1      | 4      | 3      | 3      | 1      | 4      | 2      | 2      | 162    |
| 4    | Donostiarra B         | Torrekua          | 3     | 6     | 3     | 6     | 3     | 5     | 8     | 2     | 3     | 4      | 2      | 1      | 2      | 5      | 5      | 1      | 3      | 159    |
| 5    | San Juan              | San Juan          | 6     | 2     | 4     | 4     | 5     | 9     | 6     | 7     | 5     | 5      | 9      | 6      | 6      | 2      | 2      | 5      | 1      | 137    |
| 6    | Pedreña-Grupo Dynasol | Seve Ballesteros  | 5     | 3     | 6     | 9     | 6     | 6     | 7     | 5     | 7     | 8      | 7      | 4      | 4      | 7      | 8      | 7      | 7      | 115    |
| 7    | Arkote-Helvetia       | Plentzitarra      | 4     | 5     | 9     | 2     | 7     | 7     | 4     | 6     | 6     | 7      | 6      | 11     | 8      | 8      | 6      | 6      | 8      | 111    |
| 8    | Camargo               | Virgen del Carmen | 7     | 8     | 5     | 7     | 10    | 10    | 5     | 9     | 8     | 6      | 5      | 10     | 11     | 6      | 10     | 8      | 11     | 85     |
| 9    | Zumaia-Delteco        | Telmo Deun        | 9     | 10    | 8     | 8     | 9     | 4     | 9     | 8     | 9     | 10     | 10     | 7      | 7      | 9      | 11     | 9      | 5      | 79     |
| 10   | Santoña               | Virgen del Puerto | 10    | 9     | 10    | 10    | 8     | 8     | 10    | 11    | 11    | 9      | 8      | 9      | 9      | 10     | 9      | 10     | DSQ    | 57     |
| 11   | Lapurdi               | Xubero            | 11    | 12    | 12    | 12    | 12    | 12    | 11    | 10    | 12    | 11     | 12     | 8      | 12     | 11     | 7      | 11     | 9      | 36     |
| 12   | Hibaika               | Madalen           | 12    | 11    | 11    | 11    | 11    | 11    | 12    | 12    | 10    | 12     | 11     | 12     | 10     | 12     | 12     | 12     | 10     | 29     |

| Color  | Resultado           |
| ------ | ------------------- |
| Oro    | Ganador             |
| Plata  | Segundo             |
| Bronce | Tercero             |
| Verde  | Puntuó              |
| Negro  | DSQ - Descalificado |

| Evolución de la clasificación general del Grupo 1                |                                                                  |
| ---------------------------------------------------------------- | ---------------------------------------------------------------- |
| Gráfico no disponible temporalmente debido a problemas técnicos. |                                                                  |
|                                                                  | Gráfico no disponible temporalmente debido a problemas técnicos. |

### Grupo 2
Los puntos se reparten entre los once participantes en cada regata. 
| Posición | 1.º | 2.º | 3.º | 4.º | 5.º | 6.º | 7.º | 8.º | 9.º | 10.º | 11.º |
| Puntos   | 11  | 10  | 9   | 8   | 7   | 6   | 5   | 4   | 3   | 2    | 1    |

| Pos. | Club                         | Trainera         | 1 ERA | 2 ELA | 3 GLA | 4 MOT | 5 PO1 | 6 PO2 | 7 ORI | 8 ALGO | 9 PAS | 10 COF | 11 CAS | 12 BER | 13 ASO | Puntos |
| ---- | ---------------------------- | ---------------- | ----- | ----- | ----- | ----- | ----- | ----- | ----- | ------ | ----- | ------ | ------ | ------ | ------ | ------ |
| 1    | Orio-Babyauto                | Txiki            | 2     | 1     | 3     | 1     | 2     | 2     | 2     | 3      | 1     | 1      | 5      | 1      | 1      | 131    |
| 2    | Castro-Canteras de Santullan | La Marinera      | 6     | 3     | 2     | 2     | 1     | 3     | 1     | 1      | 3     | 3      | 1      | 3      | 9      | 118    |
| 3    | Getxo                        | Goizeko Izarra   | 1     | 2     | 7     | 4     | 6     | 1     | 10    | 2      | 2     | 7      | 2      | 2      | 7      | 103    |
| 4    | Bermeo B-Avia                | Bou Bizkaia      | 5     | 5     | 1     | 3     | 3     | 5     | 5     | 6      | 9     | 5      | 10     | 5      | 4      | 90     |
| 5    | Portugalete                  | Jarrillera       | 4     | 4     | 4     | 5     | 5     | 8     | 3     | 7      | 7     | 8      | 7      | 10     | 2      | 82     |
| 6    | Go Fit-Hondarribia           | Ama Guadalupekoa | 3     | 6     | 5     | 6     | 7     | 7     | 7     | 5      | 11    | 4      | 3      | 6      | 5      | 81     |
| 7    | Busturialdea                 | Artarri          | 7     | 7     | 6     | 7     | 8     | 11    | 4     | 4      | 8     | 2      | 4      | 4      | 6      | 78     |
| 8    | San Juan B                   | San Juan         | 9     | 9     | 9     | 8     | 4     | 4     | 6     | 9      | 4     | 6      | 9      | 8      | 3      | 68     |
| 9    | Portu-Deusto                 | Tomatera         | 8     | 8     | 11    | 11    | 11    | 10    | 8     | 11     | 5     | 9      | 6      | 7      | 10     | 41     |
| 10   | Motrico                      | Motrico          | 10    | 10    | 8     | 10    | 9     | 9     | 9     | 10     | 10    | 10     | 8      | 11     | 8      | 34     |
| 11   | Castro-Glass                 | Flaviobriga      | 11    | 11    | 10    | 9     | 10    | 6     | 11    | 8      | 6     | 11     | DSQ    | 9      | 11     | 31     |

| Color  | Resultado           |
| ------ | ------------------- |
| Oro    | Ganador             |
| Plata  | Segundo             |
| Bronce | Tercero             |
| Verde  | Puntuó              |
| Negro  | DSQ - Descalificado |

| Evolución de la clasificación general del Grupo 2                |                                                                  |
| ---------------------------------------------------------------- | ---------------------------------------------------------------- |
| Gráfico no disponible temporalmente debido a problemas técnicos. |                                                                  |
|                                                                  | Gráfico no disponible temporalmente debido a problemas técnicos. |

### Play-off de ascenso a Liga ACT
Los puntos se reparten entre los cinco participantes en cada regata.
| Posición | 1.º | 2.º | 3.º | 4.º | 5.º |
| Puntos   | 5   | 4   | 3   | 2   | 1   |

| Pos. | Club             | Trainera              | 1 BER | 2 POR | Puntos |
| ---- | ---------------- | --------------------- | ----- | ----- | ------ |
| 1    | Ares             | Santa Olalla de Lubre | 1     | 2     | 9      |
| 2    | Zarautz-Babyauto | Enbata                | 2     | 1     | 9      |
| 3    | Deusto-Bilbao    | Tomatera              | 3     | 4     | 5      |
| 4    | Tirán Pereira    | Pereira               | 5     | 3     | 5      |
| 5    | San Pedro        | Libia                 | 4     | 5     | 3      |

| Color  | Resultado |
| ------ | --------- |
| Oro    | Ganador   |
| Plata  | Segundo   |
| Bronce | Tercero   |
| Verde  | Puntuó    |

Tras la suma de los tiempos de las dos jornadas, Club de Remo Ares logra la primera plaza.

### Play-off entre grupos
El equipo Orio-Babyauto asciende al Grupo 1 directamente al quedar primero del Grupo 2.
El equipo Hibaika desciende al Grupo 2 directamente al quedar último del Grupo 1.
Los puntos se reparten entre los tres participantes en cada regata.
| Posición | 1.º | 2.º | 3.º | 4.º |
| Puntos   | 4   | 3   | 2   | 1   |

| Pos. | Club                      | Trainera          | 1 RÍA | 2 MAR | Puntos |
| ---- | ------------------------- | ----------------- | ----- | ----- | ------ |
| 1    | Getxo                     | Goizeko Izarra    | 1     | 1     | 8      |
| 2    | Santoña                   | Virgen del Puerto | 2     | 2     | 6      |
| 3    | Lapurdi                   | Xubero            | 3     | 3     | 4      |
| 4    | Castro-Canteras Santullan | La Marinera       | 4     | 4     | 2      |

| Color  | Resultado |
| ------ | --------- |
| Oro    | Ganador   |
| Plata  | Segundo   |
| Bronce | Tercero   |
| Verde  | Puntuó    |